# Partialtryk
Partialtryk er et deltryk, for en luftart i en luftblanding, altså det tryk luftarten ville udøve, hvis den var alene i en beholder.
Latin: pars (part-): del.
Ulig væsker vil gasarter expandere og udfylde det volumen, som står til rådighed for dem. Det volumen, som optages af et givet antal gasmolekyler, ved en given temperatur og tryk, er (ideelt) det samme uanset gassens sammensætning.
P = (n * R * T)/V
- P = trykket
- n = antal mol
- R = gaskonstanten
- T = absolut temperatur
- V = volumen

Derfor vil trykket af enhver gas i en blanding af gasarter (partialtrykket) være lig det totale tryk gange fraktionen af den totale mængde gas den repræsenterer.
Tør luft indeholder 20,98% ilt, 0,04% kuldioxid, 78,06% kvælstof og 0,92% inerte bestanddele.
Barometertrykket ved havoverfladen er 760 mm Hg (1 atmosfære).
Partialtryk:
Ilt = 0,21 * 760 = 160 mm Hg
Kvælstof = 0,79 * 760 = 600 mm Hg
Kuldioxid = 0,0004 * 760 = 0,3 mm Hg
Hvis man medregner vanddamp i luften reduceres disse procenter en smule.
(Mættet vanddamps tryk ved kropstemperatur (37 grader) = 47 mm Hg)
Ovennævnte medfører at den luft lungerne modtager og som er mættet med vanddamp har følgende partialtryk:
Ilt = 149 mm Hg
Kvælstof mm = 564 mm Hg
Kuldioxid = 0,3 mmHg
Omregningsfaktor: mm Hg/7,5 = kPa